# Kovácshegyi Lajos
Kovácshegyi Lajos (Kötcse, 1946. november 20. – 2018. november 30.) labdarúgó, hátvéd.

## Pályafutása
A Tatabányai Építőkből 1966 elején került a Nagykanizsai Dózsába. 1968-tól a Tatabányai Bányász labdarúgója volt. Az élvonalban 1970. március 15-én mutatkozott be az Újpesti Dózsa ellen, ahol csapata 2–1-es vereséget szenvedett. Tagja volt az 1972-es magyar kupa-döntős csapatnak. Az élvonalban 82 mérkőzésen szerepelt és egy gólt szerzett. 1974 nyarán a Nagykanizsai Olajbányászhoz igazolt.
Visszavonulása után a Nagykanizsa utánpótlás szakágvezetője lett. 1982 nyarától emellett a pályaedzői posztot is betöltötte. 1983 tavaszán vezetőedzőnek nevezték ki. A szezon végétől ismét pályaedzőként tevékenykedett. 1985 nyarától a Nagykanizsai Volán-Dózsa edzője lett.

## Sikerei, díjai
- Magyar kupa (MNK)
  - döntős: 1972
- Közép-európai kupa (KK)
  - győztes: 1973